# Пелопиды

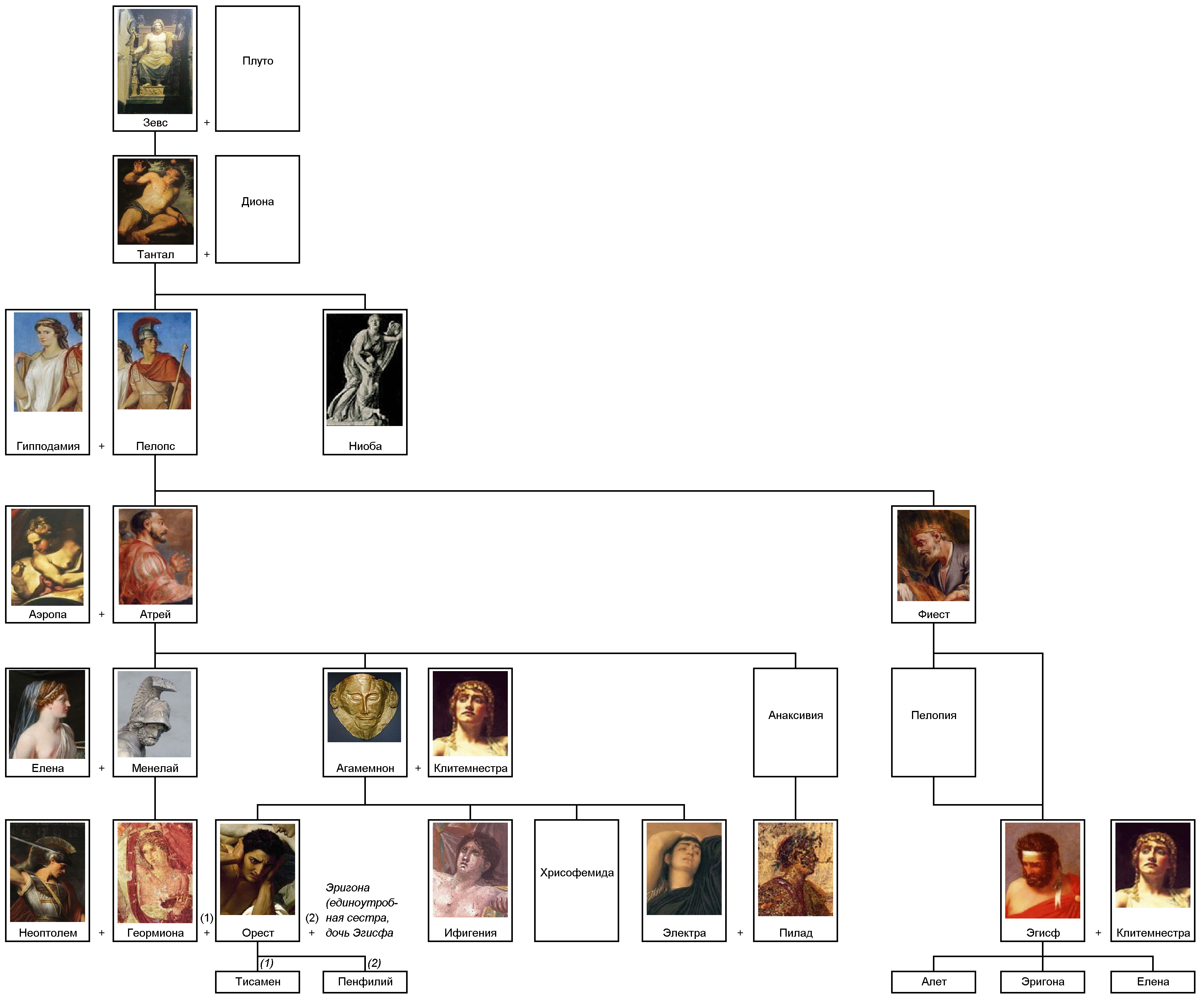
Потомки Тантала и сына его Пелопса

Пелопиды (др.-греч. Πελοπίδαι) — потомки Пелопса, являвшиеся царями Микен и Аргоса. Известные представители рода: Атрей, Агамемнон, Орест и др.

## Первое поколение
Пелопс имел трех сыновей, двое из которых были от одной матери (Гипподамии) (Атрей и Фиест), третий же – от другой (Хрисипп, в дальнейшем убитый братьями). После убийства сводного брата Атрей и Фиест бежали к микенскому царю Сфенелу, женатому на их сестре Никиппе, сын которого, Еврисфей, отправился походом против гераклидов. Атрей был назначен наместником, в дальнейшем же и вовсе стал микенским царем. После между братьями возникли разногласия, которые и предопределили их, основанные на мести, отношения; поводом послужила личная жизнь (измена), причина же заключалась в борьбе за власть: Фиест, получивший Мидею во владение, мечтал завладеть Микенами. В конечном итоге Атрей был убит сыном Фиеста — Эгисфом, после чего Фиест достиг своей цели.

## Второе поколение
У Атрея было два сына: Агамемнон и Менелай, у Фиеста —  Эгисф.

### Атриды (дети Атрея)
Агамемнон после воцарения своего дяди бежал в Спарту, однако через время вернулся, сверг Фиеста и стал царем Микен. Он по праву считается одним из самых могущественных царей Греции. Особенно известным, наряду с братом Менелаем, его сделал поход на Трою. Менелай после смерти своего тестя Тиндарея стал царем Спарты.

### Дети Фиеста
Эгисф не хотел мириться с тем, что Агамемнон завладел микенским троном, поэтому делал все возможное для овладения властью. Во время похода на Трою Агамемнона Эгисф соблазнил Клитемнестру, впоследствии помог ей убить мужа и стал микенским царем.

## Третье поколение
Дети Агамемнона — Ифигения, Электра, Орест. Дочь Менелая — Гермиона. Сын Эгисфа — Алет.

### Дети Эгисфа
После Эгисфа микенским царем стал его сын Алет, которого убил Орест.

### Дети Агамемнона и Менелая
Сын Агамемнона — Орест — отомстил за измену отцу, убив Клитемнестру и Эгисфа, после чего скитался по всей Греции. За убийство матери со временем был оправдан. В дальнейшем, вернувшись в Микены, убил Алета, после чего стал микенским царем. Объединив Микены, Арголиду и Лаконику, стал правителем большей части Пелопоннеса.
Дочь Агамемнона — Ифигения — должна была стать жертвой во искупление поступка отца, убившего священную лань Артемиды, однако была спасена богиней, став её жрицей в Тавриде.
Электра известна дружественными отношениями со своим братом Орестом: она не только спасла его от смерти в детстве, но и помогла осуществить месть матери. Сама в будущем стала женой его лучшего друга — Пилада.
Гермиона же, дочь Менелая, стала женой Ореста, у них родился Тисамен. 

## Четвёртое поколение
Тисамен явился единственным наследником власти Ореста, правил Микенами, Спартой, Аргосом, однако был убит гераклидами, дорийцы в скором времени завоевали Пелопоннес. На этом род Пелопидов (как правителей) был прерван.